# Episodi di Real Humans (seconda stagione)
La seconda ed ultima stagione della serie televisiva Real Humans (titolo in svedese: Äkta människor) è stata trasmessa dal 1º dicembre 2013 al 2 febbraio 2014 sul primo canale della televisione svedese. In Italia la stagione è a tutt'oggi inedita.
| n° | Titolo originale | Titolo italiano | Prima TV Svezia  | Prima TV Italia |
| -- | ---------------- | --------------- | ---------------- | --------------- |
| 1  | Avsnitt 11       |                 | 1º dicembre 2013 |                 |
| 2  | Avsnitt 12       |                 | 8 dicembre 2013  |                 |
| 3  | Avsnitt 13       |                 | 15 dicembre 2013 |                 |
| 4  | Avsnitt 14       |                 | 22 dicembre 2013 |                 |
| 5  | Avsnitt 15       |                 | 30 dicembre 2013 |                 |
| 6  | Avsnitt 16       |                 | 5 gennaio 2014   |                 |
| 7  | Avsnitt 17       |                 | 12 gennaio 2014  |                 |
| 8  | Avsnitt 18       |                 | 19 gennaio 2014  |                 |
| 9  | Avsnitt 19       |                 | 26 gennaio 2014  |                 |
| 10 | Avsnitt 20       |                 | 2 febbraio 2014  |                 |